# Hemitriccus granadensis
Falso-tódi-de-garganta-preta ou maria-de-cara-preta (Hemitriccus granadensis) é uma espécie de ave da família Tyrannidae.
Pode ser encontrada nos seguintes países: Bolívia, Colômbia, Equador, Peru e Venezuela.
Os seus habitats naturais são: regiões subtropicais ou tropicais húmidas de alta altitude.